# 石地站
石地站（日语：／ Ishiji eki */?）是位於新潟縣柏崎市西山町別山2196番1號，東日本旅客鐵道（JR東日本）的越後線車站。

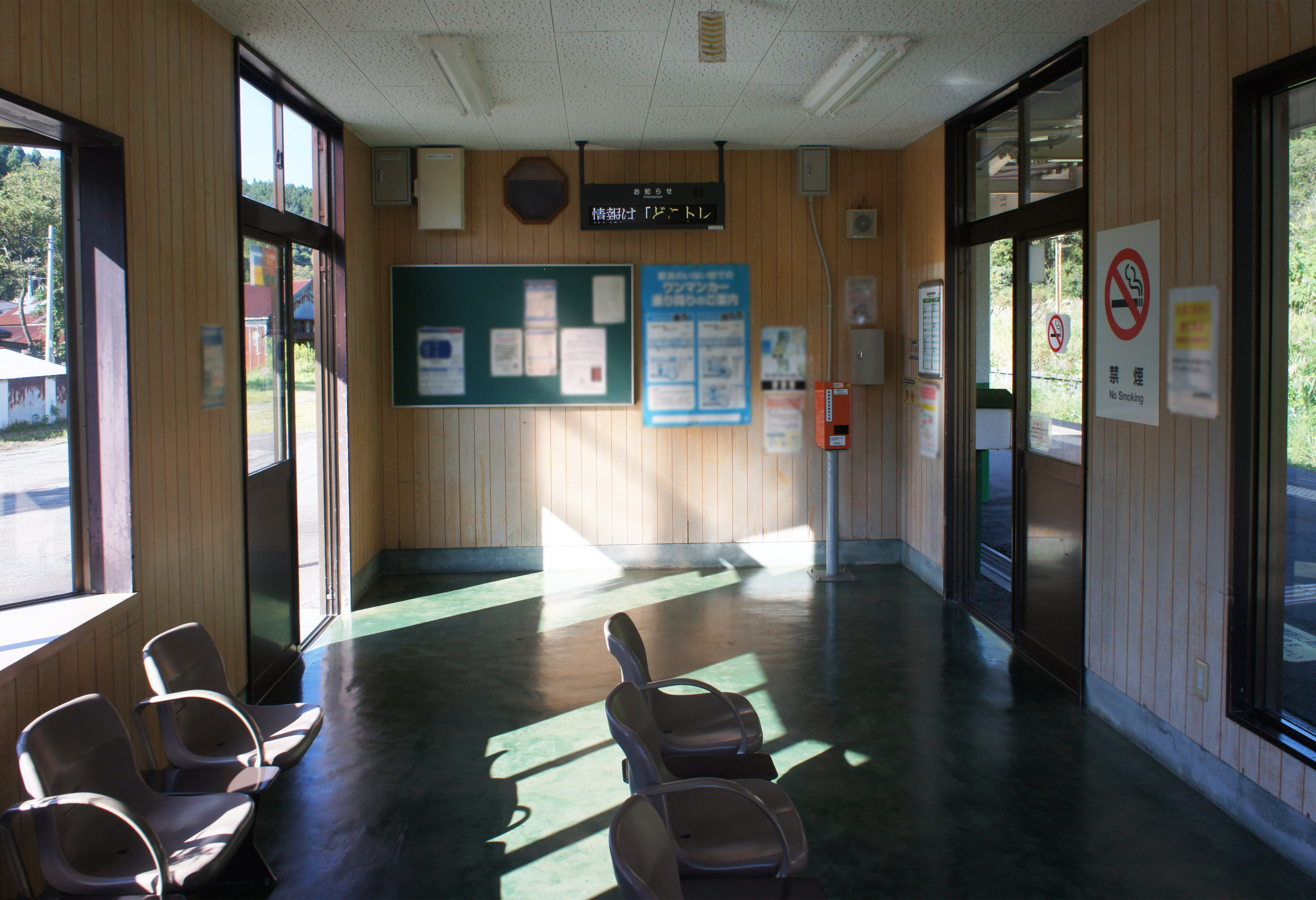
候車室内（2021年9月）

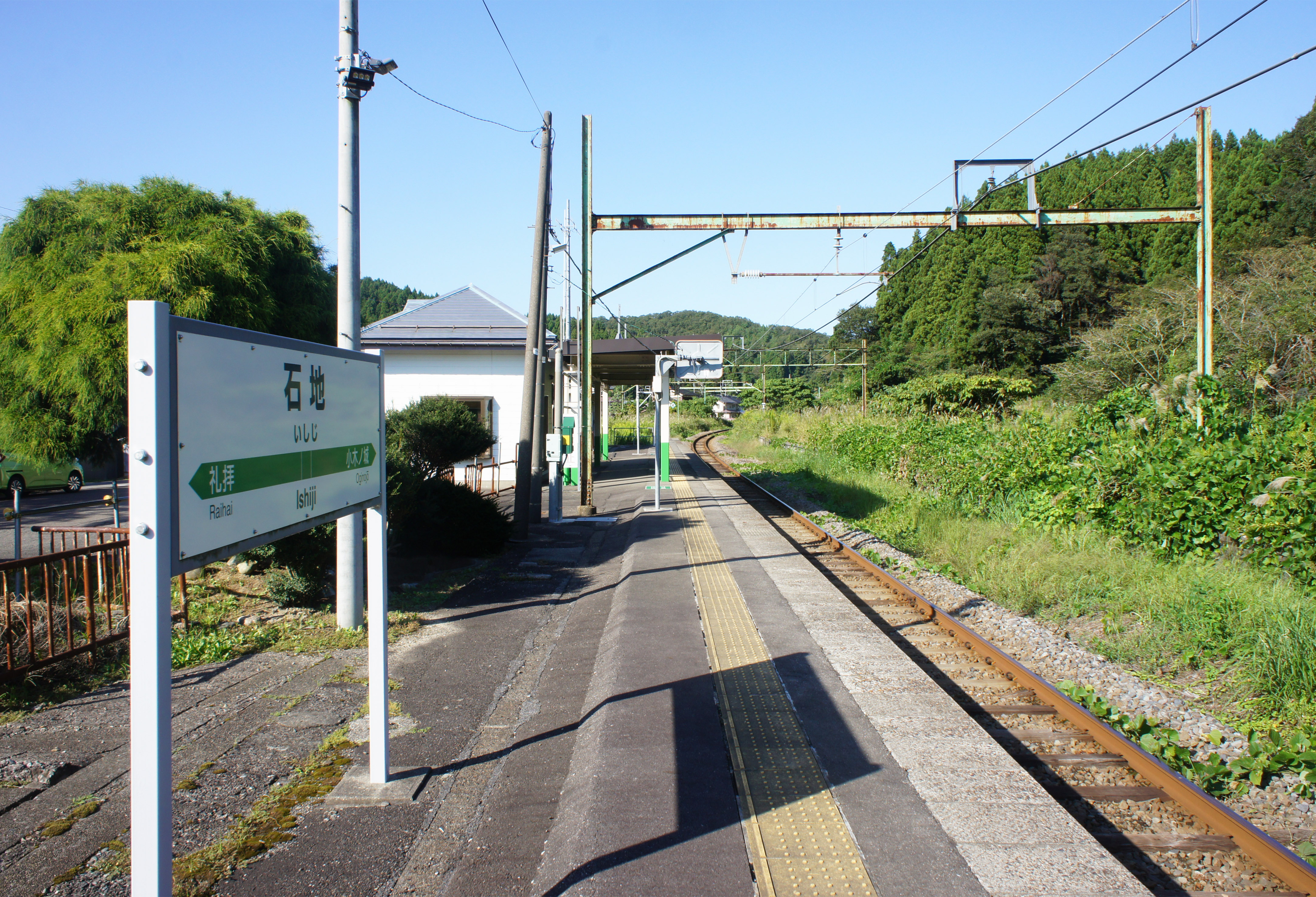
月台（2021年9月）

## 歷史
車站名稱取自前石地町。
- 1912年（大正元年）
  - 11月11日：越後鐵道 柏崎至此站之間開通，此站啟用[1]。
  - 12月28日：越後鐵道 此站至出雲崎之間開通[1]。
- 1927年（昭和2年）10月1日：越後鉄道被國有化，柏崎至白山之間全線隸屬國鐵越後線（後來白山至新潟也編入至越後線）。
- 1973年（昭和48年）12月1日：結束貨物起卸業務。
- 1987年（昭和62年）4月1日：伴隨國鐵分割民營化，車站由東日本旅客鐵道（JR東日本）營運。
- 1991年（平成3年）：列車交會設備撤走[1]。
- 1992年（平成4年）：車站大樓翻新，同時成為無人車站[1]。

## 車站構造
車站是一座地面車站，設有1面1線的單式月台。
此站是由長岡站管理的無人車站，車站大樓在1991年建成。

## 車站周邊
- 新潟縣道574號寺泊西山線（日语：新潟県道574号寺泊西山線）
- 新潟縣道48號長岡西山線（日语：新潟県道48号長岡西山線）
- 國道116號（日语：国道116号）（西山繞道）
- 別山郵局[1]

## 相鄰車站
東日本旅客鐵道（JR東日本）
■越後線
禮拜－石地－小木之城

## 注腳
1. 1 2 3 4 5 6 7 8 9 10 11 12 13  . 週刊朝日百科. 21号 新潟駅・弥彦駅・津南駅ほか. 朝日新聞出版. 2012-12-30: 20 （日语）.

## 外部連結
- 車站資訊（石地）：東日本旅客鐵道（日語）